# Carlo Lodoli
Carlo Lodoli (1690 - 1761) fou un matemàtic i clergue venecià, teòric de l'arquitectura, que dona a l'arquitectura el concepte de raó.

## Biografia
Carlo Lodoli va néixer a Venècia el 28 de novembre de 1690, fill de Bernardo i d'Anna Maria di Giovanni Battista Alberghetti. Va ser batejat amb el nom de Cristoforo Ignazio Antonio i posteriorment després de la seva entrada a l'orde dels franciscans va adopta el nom de Carlo. El seu pare era originari d'Umbria d'una família noble, i la seva mare era filla d'un enginyer. El seu besavi havia obtingut del rei Joan II Casimir de Polònia, el títol de comte d'Spoleto.

### Ordenat franciscà
El 1706 va anar a Cattaro, on amb l'oposició del seu pare va entrar al convent dels franciscans. Va prendre els vots el 1707 i va escollir el nom de Carlo, nom del seu avi patern. Va estudiar matemàtiques, filosofia, grec, francès, i iliri (llengua de Dalmàcia).

### Estada Roma
Als vint anys va anar a Roma, on va passar diversos anys (1709-1712), durant els quals va desenvolupar el gust per les arts i la història i va iniciar el seu interès per altres disciplines, especialment per l'arquitectura. A Roma va tenir el suport de Giuseppe Maria d'Evora, un franciscà portuguès, que anys més tard també el va ajudar a Venècia.

### Estada a Verona
Entre 1715 i 1720, es va traslladar a Verona, on freqüentava el cercle de Francesco Scipione Maffei, il·lustre antiquari i humanista, que mantenia una rica correspondència amb els científics més destacats del seu temps. A Verona, al convent de S. Bernardino, va ensenyar teologia durant cinc anys.

### Retorn a Venècia
A Venècia va continuar ensenyant teologia al convent durant sis anys. En el període de 1726 a 1729 va ser comissari i visitant general de la província veneciana. Cap a 1730, va ser nomenat pel pare Giuseppe Maria d'Evora, (comissari general de l'Ordre), com a historiador dels franciscans, i va ampliar la biblioteca del convent. Des de finals dels anys 1730 fins a 1751 fou també comissari i visitant apostòlic de la província de Creta i comissari del hospici de Terra Santa, edifici proper al convent de S. Francesco que el 1743 es va reestructurar segons les seves idees arquitectòniques.
Va passar la major part de la seva vida al claustre de l'Església de San Francesco della Vigna, del segle xvi, dissenyada per Francesco Giorgio i Andrea Palladio segons les relacions pitagòriques. Va ser allà on va dur a terme una tasca pedagògica privada, especialment reveladora per a la difusió de les seves concepcions arquitectòniques. Va acceptar però, un petit grup de joves aristòcrates venecians com Francesco Algarotti, Giovanni Battista Piranesi i Andrea Memmo.
A Venècia Lodoli també va estar en contacte amb homes de ciència i filosofia de tota la zona del Vèneto. Entre els molts contactes cal destacar personatges com Antonio Schinella Conti (físic i matemàtic que va intervenir en les controvèrsies entre Leibniz i Newton), Bernardino Zendrini (matemàtic i enginyer), Giuseppe Toaldo (professor d'astronomia a Pàdua), Giovanni Poleni (físic i matemàtic) Giovanni Battista Morgagni (metge), Jacopo Facciolati (autor del Totius Latinitatis Lexicon), Antonio Vallisneri (professor de "medicina pràctica" a Pàdua), Melchiore Cesarotti (escriptor) Giambattista Vico (escriptor hel·lenista), i Pietro Giannone (historiador anticlerical). Lodoli també freqüentava els cercles erudits venecians, sobretot les reunions organitzades pel cònsol britànic Joseph Smith, on hi va trobar oportunitats per presentar les seves pròpies teories. Al seu voltant va sorgir tota una col·lectivitat, coneguda com "i rigoristi", que va compartir i va continuar difonent les seves idees, fins i tot després de la seva mort.
Malat de filariosi va morir a Pàdua el 27 d'octubre de 1761. Sepultat al Convent de San Franceso Grande.

### Lodoli col·leccionista d'art
Lodoli tenia una col·lecció important de pintures i escultures, amb obres de Tiziano, Rafael, Correggio, Miquel Angel Buonaroti. També de Vittore Carpaccio, Bartolomeo Vivarini de Murano, Donato Veneziano, Marco Basaiti, Giovanni Bellini i altres de l'escola llombarda, com Francesco Squarcione, Andrea Mantegna i Antonio de Correggio i moltes peces de l'Escola florentina com Cimabue i Giotto.
També tenia un assortiment de gravats arquitectònics, de fusta i coure, i una àmplia selecció de llibres sobre arquitectura.

### Teoria arquitectònica
En realitat no va escriure gens, ja que van ser els seus deixebles Algarotti (Assaig sobre l'arquitectura, 1753) i Memmo (Teoria sobre l'arquitectura lodoliana, 1786) qui ho van fer. Fou partidari de la sinceritat constructiva que implica una modernització de les teories rigoristes. Els materials han de ser emprats segons les seves propietats i ésser, alhora, capaços de representar la funció de l'edifici.
Lodoli distingeix dos tipus de racionalitat: 
- Racionalitat constructiva: mitjançant ella ens intenta dir que cada material usat en el plantejament arquitectònic ha d'actuar segons la seva pròpia estructura i funcionament. La pedra ha de ser pedra, actuar com a tal i no intentar imitar a la fusta com passa de vegades en l'arquitectura clàssica(les columnes estriades clàssica imiten a la fusta)
- Racionalitat representativa: l'arquitectura ha de crear-se per a una funció determinada, l'estructura de la producció arquitectònica ha de crear-se orientada a aquesta funció per a la qual es planeja i projecta l'edifici. Lodoli fa una clara crítica de l'arquitectura clàssica degut al fet que per a ell aquesta està falta de funcionalitat. Per Lodoli la construcció etrusca és la millor manera d'arribar a una racionalització de l'arquitectura.